# Marigny-le-Cahouët
Marigny-le-Cahouët é uma comuna francesa na região administrativa da Borgonha-Franco-Condado, no departamento de Côte-d'Or. Estende-se por uma área de 19,28 km². Em 2010 a comuna tinha 335 habitantes (densidade: 17,4 hab./km²).